# Достык (Каратальский район)
Достык (каз. Достык, до 2018 г. — Фрунзе) — село в Каратальском районе Жетысуской области Казахстана. Входит в состав Уштобинской городской администрации. Код КАТО — 195020400.

## Население
В 1999 году население села составляло 2324 человека (1105 мужчин и 1219 женщин). По данным переписи 2009 года, в селе проживало 2017 человек (951 мужчина и 1066 женщин).